# Raynes Park Vale F.C.
Raynes Park Vale Football Club là một câu lạc bộ bán chuyên nghiệp chơi trên sân nhà Raynes Park ở London Borough of Merton, Anh. Hiện tại họ đang thi đấu ở Isthmian League South Central Division.

## Lịch sử
Raynes Park Vale FC được thành lập năm 1995 do sự hợp nhất của Raynes Park và Malden Vale. Ngay lập tức đội bóng gia nhập Combined Counties Football League và hiện tại đang thi đấu ở Premier Division. Thành tích tốt nhất của họ là ở mùa giải 1997–98 khi đứng thứ 4 chung cuộc. Câu lạc bộ tham gia ở cả hai giải cup quốc gia ngoại trừ một giai đoạn ngắn lúc khởi đầu thập kỉ 2000. Đội Dự bị từng vô địch Combined Counties Reserve League mùa giải 2002–03 và 2005–06 trước khi gia nhập Suburban League để thi đấu mùa giải 2006–07. Đội dự bị đã bị giải thể bởi lý do tài chính trước khi gia nhập lại Combined Counties Reserve League mùa giải 2011-12 dưới sự chỉ đạo của Terry Tuvey. Mùa giải 2012-13 họ giành được cú đúp danh hiệu mùa giải và cup. Danh hiệu cup giành được sau chiến thắng 2-0 trước Worcester Park Dự bị trong trận chung kết. Đội dự bị còn nhận được giải Fair Play ở hai mùa giải 2011-12 và 2012-13, trong khi đội chính vô địch mùa giải Premier Division ở mùa giải 2011-12. Combined Counties League quyết định hủy bỏ giải Dự bị cuối mùa giải 2012-13 nên kể từ mùa giải 2013-14 họ lại gia nhập Suburban League.
Trong giai đoạn giữa mùa giải trước, Lee Dobinson từ chức khỏi vị trí huấn luyện viên đội chính để tiếp quản chức Chủ tịch Câu lạc bộ từ Fred Stevens. 
Cựu cầu thủ AFC Wimbledon là Gavin Bolger trở thành huấn luyện viên đội chính của câu lạc bộ.

## Sân nhà
Raynes Park Vale chơi trên sân nhà Prince Georges Fields, Grand Drive, Raynes Park, SW20 9NB.

## Kỉ lục
- Thành tích tốt nhất tại FA Cup: Vòng loại 2 – 2014-15
- FA Vase best performance: Vòng 1 – 2007–08

## Cựu cầu thủ đáng chú ý
1. Cầu thủ thi đấu/huấn luyện ở Football League hoặc các giải nước ngoài có cấp độ tương đương.
2. Cầu thủ thi đấu quốc tế.

- (2008–09) Jermaine McGlashan – Aldershot và Cheltenham